# Jani Mattila
Jani Mattila (* 17. September 1976 in Nokia) ist ein ehemaliger finnischer Skispringer.

## Leben
Matilla startete ab 1992 im Skisprung-Continental-Cup. Zur  Saison 1992/93 konnte er einige gute Ergebnisse erzielen, so dass er am 17. Dezember 1993 erstmals für ein Springen im Skisprung-Weltcup nominiert wurde. Auf der Großschanze in Courchevel erreichte er dabei den 48. Platz. Zwei Tage später konnte er mit dem 30. Platz in Engelberg erstmals einen Weltcup-Punkt gewinnen. Am Ende der Weltcup-Saison 1993/94 belegte er mit diesem einen Punkt den 94. Platz in der Weltcup-Gesamtwertung.
Bei der Junioren-Weltmeisterschaft 1994 in Breitenwang gewann er im Teamspringen gemeinsam mit Olli Happonen, Tero Koponen und Janne Ahonen die Goldmedaille.
Trotz dieser Erfolge sprang Mattila auch weiter im Continental Cup. Jedoch konnte er keine größeren Erfolge mehr erzielen. Am 9. März 1997 startete er in Lahti noch einmal bei einem Weltcup-Springen. Dabei gewann er mit dem 21. Platz zehn Weltcup-Punkte und belegte mit diesen Punkten am Ende der Weltcup-Saison 1996/97 den 82. Platz in der Weltcup-Gesamtwertung.
Nach drei weiteren erfolglosen Jahren im Continental Cup beendete Mattila 2000 seine aktive Skisprungkarriere.